# Erik Wallrup
Erik Georg Wallrup, född 4 oktober 1966 i Frösö i Jämtlands län, är en svensk kritiker på Svenska Dagbladet, docent i musikvetenskap vid Stockholms universitet, lektor i estetik vid Södertörns högskola och författare.
Wallrup var under 2002–08 redaktör för tidskriften Axess och tillförordnad chefredaktör 2006–07. Han doktorerade 2012 vid Stockholms universitet med den prisbelönta avhandlingen "Musical Attunement: the Concept and Phenomenon of Stimmung in Music".